# Winnicki
Winnicki (forma żeńska Winnicka) – nazwisko, według danych z roku 2000 używane przez 5073 Polaków, co dawało tysięczne miejsce wśród rankingu najpopularniejszych polskich nazwisk.

## Etymologia
Nazwisko Winnicki należy do grupy nazwisk odmiejscowych i zostało utworzone formantem -ski od nazw miejscowych  Winnica, Winniki.

## Rody szlacheckie
Polska heraldyka zna dwa rody szlacheckie Winnickich, które pieczętowały się herbami Nałęcz i Sas.

## Demografia
W 2013 roku mieszkało w Polsce około 5040 Winnickich, najwięcej w Warszawie (370), Sochaczewie (339), Wrocławiu (142).